# Île des Ibis
Pour les articles homonymes, voir Ibis.
L'île des Ibis est une île de France située dans le Grand Lac des Ibis un plan d'eau artificiel au Vésinet.

## Description
Elle s'étend sur près de 300 mètres de longueur pour une largeur d'environ 120 mètres. 
Elle abrite le restaurant gastronomique, Le Pavillon des Ibis, du début du XXe siècle (autrefois un café-restaurant, le « Casino des Ibis », comportant deux bâtiments, œuvre de l'architecte Marcel Oudin), dont l'un a été démoli, le Vésinet Ibis tennis club et un parc aménagé de promenade.

## Histoire
En 1866, un hippodrome est tracé autour du lac. L'île s'appelle alors « Île du Champ de Courses » puis prend en 1904 son nom actuel, en souvenir des ibis qui y furent amenés cette année-là.

## Site classé
« Le grand lac ou lac des Ibis et les pelouses formant le domaine communal du Vésinet » sont classés au titre des sites naturels depuis un arrêté du 5 février 1934.